# Mafia russe
 (octobre 2024).
 (novembre 2019).
La mafia russe (en russe : русская мафия, rousskaïa mafia, ou братва, bratva - « fraternité ») est un nom collectif pour désigner un ensemble hétérogène d'organisations criminelles de Russie et, par extension, parfois d'autres pays de l'ex-Union soviétique. Les groupes criminels organisés (организованная преступная группировка, organizovannaïa prestoupnaïa grouppirovka ou OPG) sont apparus à partir des années 1960 et ont pris de l'importance avec le déclin du pouvoir soviétique et les bouleversements économiques des années 1990.

## Description
À la différence de la mafia sicilienne, la mafia russe n'a pas une structure verticale qui coordonne ses activités mais se divise en plusieurs groupes plus ou moins puissants sur des bases locales (elles peuvent néanmoins embrasser facilement des provinces entières voire des Républiques).
Pour chaque organisation on trouve au sommet un parrain (Pakhan). Il contrôle un adjoint que l'on appelait anciennement « le brigadier » et qui se nommerait aujourd’hui[Quand ?] le « Premier Fidèle » (Первый Верный). Il serait étroitement surveillé et contrôlé afin qu'il ne prenne pas   trop d'importance et qu'il ne représente aucune menace directe pour le parrain[réf. souhaitée]. Il doit être marié (parfois avec une femme ou une proche de la famille du parrain) et ne doit pas succomber aux charmes des entraîneuses. Souvent les mafieux russes gardent leurs familles à l'extérieur du pays, par exemple en France ou aux États-Unis.
Pour intégrer ces organisations, les candidats doivent se soumettre à des rites initiatiques. Ils peuvent avoir des tatouages qui permettent de les distinguer et de signifier leur appartenance à un groupe précis.
Ces mafias sont organisées de façon plutôt politique et sont liées aux crimes et aux actions illégales les plus divers tels que le racket, les enlèvements et les assassinats, la corruption de fonctionnaires et de personnalités politiques (dans son rapport pour 2010, Transparency International place la Russie à la 154e place sur 178)[réf. nécessaire], le trafic de drogue et d'armes, le blanchiment d'argent, la prostitution, le proxénétisme, la traite des femmes, la pornographie, le passage de clandestins, le trucage de rencontres sportives, les extorsions, l'infiltration d'entreprises légales et la cybercriminalité, notamment l'utilisation frauduleuse de cartes de crédit et le vol d'informations confidentielles.

### Fonctionnement
Pour faire des affaires, les entreprises doivent obtenir une protection. En russe le terme krysha qui signifie « toit » est utilisé. Sous l'Union soviétique, il s'agissait du KGB, du GRU ou du MVD. Après son effondrement, des protections privées, le plus souvent mafieuses, sont mises en place.

## Histoire
La mafia russe a pour origine les goulags, où les détenus intellectuels sont encadrés par des détenus de droit commun. Avec les Grandes Purges sous Staline le KGB qui confisque les biens devient une organisation mafieuse.
Sous Gorbatchev avec la perestroïka a lieu l'âge d'or des mafias russes. Les groupes criminels prospèrent et infiltrent la politique, ainsi que tous les secteurs de la société.
En 1989 le MVD autorise les policiers à remplir des contrats de sécurité privée. La même année, les contrats pour ce genre de service valent 600 000 roubles, soit à peu près autant en dollars. La police se retrouve ainsi à protéger des criminels. Les entreprises de sécurité privée se multiplient. Elles ont le droit d'être armées à partir de 1992 et comptent environ 800 000 employés en 1995. Nombre d'entre elles s'engagent dans des activités illégales voire sont en lien avec des groupes criminels.
Lors de la privatisation par coupons vers 1992-1995 ils acquièrent une part importante de l'économie russe en finançant l'État russe.
La mafia a infiltré l'État russe, notamment sous la direction de Vladimir Poutine, au pouvoir à partir de 2000. Des proches du Kremlin contrôlent les grands groupes d'entreprises avec des méthodes mafieuses protégées par le pouvoir,.

## Situation en 2006

### Déstabilisation du pays
Le fonctionnement de la Mafia russe est comparable à la Mafia italienne dont elle s'inspire beaucoup avec des confrontations internes, des règlements de compte et des meurtres qui sont souvent d'une grande violence. La Mafia russe est réputée pour avoir l'habitude de pratiquer des actions brutales et de commanditer des exécutions à l'encontre des « balances », des traîtres et de ceux qui se sont retournés contre elle. Régulièrement, elle n'hésite pas à tuer l'individu qui a « vendu la mèche » mais également à faire massacrer sa famille. De même, elle élimine les concurrents trop gênants.

#### Activités criminelles

##### Contexte socio-économique
En Russie, pour réussir à passer au travers de la crise, l’économie souterraine est une activité obligatoire pour survivre. On trouve de tout sur le marché noir russe. Les hommes d’affaires sont sollicités par l’État afin de rechercher dans le monde les biens de consommation courants en carence dans le pays afin de les revendre et ce, sans payer les droits de douane. Le gouvernement ferme les yeux sur leurs activités tout en espérant que ces derniers contribueront grâce à leurs bénéfices à investir dans l'économie du pays. Ainsi, la situation que connaît la Russie depuis l'effondrement du communisme a favorisé le développement des pratiques illicites en particulier parce que prendre le contrôle d'une entreprise nouvellement privatisée y est simple. Face au dysfonctionnement du système bancaire du pays, entre 1992 et 1994, la Mafia russe a cherché à s'emparer des secteurs clés de l'économie et de la finance. Au début, les organisations criminelles ont pu apprécier de placer leur argent sale dans des « holding » légitimes, mais très rapidement elles s'aperçurent qu'elles pouvaient prendre elles-mêmes le contrôle des principaux groupes bancaires et privés du pays. Ainsi, la mafia russe, organisée autour de « Bratva » (confréries), est connue pour ses actions souterraines masquées derrière des transactions dites propres.
En effet, elles apprirent toutes les techniques de détournement des richesses, qu'elles soient matérielles ou immatérielles. Les actionnaires sont obligés de reverser 80 % de leurs profits à l'administration, aussi, beaucoup d'entreprises ne déclarent que 20 % de leur production. Mais ce n'est pas sans risques, car la mafia infiltre l'entreprise afin d'évaluer le vrai volume de production, généralement connu de la plupart des salariés. Par la suite, ils menacent les patrons de les dénoncer dans le but qu’ils acceptent de verser la moitié de leurs dividendes. Beaucoup de chefs d’entreprise considèrent encore que ce type de racket est préférable à l'imposition de leurs bénéfices à hauteur de 80 % par le fisc. De même, une bonne partie d’entreprises non reconnues essaie de ne pas payer de taxes et tente d'échapper à la pression fiscale afin de réussir à survivre. Elles sont donc illégales et nécessitent la protection de la mafia contre les instances gouvernementales. Ainsi les entreprises doivent payer le « krysha » (ce qui veut dire en russe « toit » et qui désigne un impôt offrant en échange une protection forcée) à la mafia qui s'est emparée du contrôle d'une importante partie du marché économique russe.
Ces organisations criminelles sont réputées pour pratiquer le prêt à usure, le vol et le trafic de véhicules volés, le meurtre, le détournement de richesses nationales, le trafic d'armes et d'autres spécialités comme la fraude aux télécommunications par clonage des données numériques d'un téléphone cellulaire, au détriment de la compagnie de téléphone, plus généralement le cybercrime, l'escroquerie aux assurances, les extorsions de fonds, la prostitution, le trafic de passagers clandestins…

##### Activités criminelles phares

###### Blanchiment
La pratique du blanchiment par la mafia russe est une spécialité. Elle brasse des milliards de dollars qu’elle blanchit grâce à ses compagnies offshore mais aussi aux banques nombreuses qu'elle possède. Les ramifications de la mafia russe sont nombreuses et étendues jusqu'au plus haut sommet de l'État. En témoigne l’affaire de corruption touchant la famille de Boris Eltsine et particulièrement sa fille (voir affaire instruite par Carla Del Ponte). 
En mars 1996, le ministère russe de l'Intérieur chiffrait entre 60 et 70 000 milliards de roubles les sommes accumulées et contrôlées par le crime organisé de son pays.
Ces dernières années, une cinquantaine de responsables ou d'employés de banques ou d'entreprises russes ont été victimes d’attentats. D’après certains rapports, des banques ont été spécialement créées pour recevoir des aides destinées aux régions en difficultés avant que ces fonds ne s’évanouissent dans la nature. 
L'infiltration du système bancaire russe permet à la mafia d’accéder librement à la communauté bancaire internationale lui donnant de ce fait l'opportunité de blanchir les profits illégaux accumulés. 
Dans la mesure où le crime organisé a infiltré le système financier, les fraudes bancaires se sont généralisées. L'ampleur de la corruption est telle que de nombreux salariés de banques sont eux-mêmes liés à la mafia, ce qui facilite les fraudes informatiques. En effet, les opérations, en apparence normales, sont en fait destinées à détourner de l'argent au profit d'entreprises russes ou vers des banques étrangères.
On estime que les différents groupes criminels contrôlent 60 % des 3 000 banques en activité en Russie.
En 1997, on évaluait à 100 milliards de dollars l’évasion monétaire du pays depuis l’effondrement du régime soviétique. 
Parmi ces sommes sorties du pays, le Centre américain d'études stratégiques et internationales a estimé à 1 milliard de dollars par mois les sommes douteuses transférées de Russie vers l'île de Chypre. 
En 1996, ce sont environ 100 millions de dollars US en espèces qui auraient été rapatriés quotidiennement des États-Unis vers la Russie.
L’évasion et le détournement des capitaux provenant de l'aide et des crédits internationaux en direction de centres offshore comme Nauru seraient en grande partie responsable de la crise économique de 1998.

###### Commerce illégal (pétrole,stupéfiants,armes,prostitution…)
Les organisations criminelles russes ont fait fuir de nombreux investisseurs étrangers. Traditionnellement spécialisés dans le commerce des armes, de la drogue et de la prostitution, ils ont maintenant pris place dans de nombreux secteurs de l’économie tels que l'extraction de pétrole, de minerais précieux, la distribution, le négoce, les transports, le secteur financier et l'immobilier . Après le départ de nombreuses sociétés étrangères qui ont laissé libre les marchés qu'elles exploitaient, la mafia les reconquit en s’appuyant sur des sociétés fictives implantées dans des paradis fiscaux. En 2000, le fruit de ces acquisitions a débouché sur un certain nombre de monopoles, permettant ainsi aux organisations criminelles d’enregistrer des profits astronomiques reversés en partie aux fonctionnaires pour acheter leur silence. Les exportations illégales annuelles de pétrole représenteraient pour les groupes mafieux russes qui les contrôlent un chiffre d'affaires de 15 milliards de dollars.
Les mafias russes tireraient aussi chaque année des profits considérables, chiffrés en milliards de dollars, du trafic de stupéfiants. La Russie est devenue un consommateur colossal de drogues. Selon les statistiques officielles, près de 269 000 toxicomanes seraient enregistrés aujourd’hui[Quand ?] mais les chiffres réels sont probablement largement au-delà. D'après les estimations des Nations unies, les bénéfices tirés du marché intérieur sont évalués à environ sept milliards de dollars. La structure du marché change. On voit se développer les drogues de haute concentration comme l'héroïne afghane. La production des stupéfiants dans le pays augmente y compris des drogues synthétiques bon marché aboutissant à une dépendance immédiate. Le nombre de narco-laboratoires en Russie s'est accru ces dernières années d'une façon considérable.
Le trafic d'armes a contribué aussi largement à enrichir la mafia russe. À la suite de la chute du communisme, l’État n’a pas été capable de contrôler et surveiller les stocks de l’Armée rouge. Beaucoup d’armes ont été retrouvées sur le marché noir. Vendues par des militaires nécessiteux ou avides, elles devinrent un objet de la violence quotidienne en Russie et plus spécialement dans les grandes villes comme Moscou. La vente d’armes ne s’est pas limitée au pays mais a très rapidement été l’objet d’un vaste trafic international très lucratif.

###### Protection forcée
Le racket représenterait 10 % du produit national brut de la Russie. Elle fait partie d’un système plus ou moins rentré dans les mœurs de la vie économique du pays. La protection est à la fois morale et physique. En effet, généralement le domaine de la sécurité est exclusivement géré et contrôlé par l'État, c'est-à-dire par l’autorité publique, et ce dans l’intérêt public. Ce domaine ne relève donc pas en théorie de la sphère privée. En Russie, alors que l'entreprise privée se développait, que les transactions augmentaient et s’intensifiaient, l’État n’a pas été en mesure d’assurer pleinement la sécurité morale et physique des sociétés et des individus. Les fonctions du « partenariat imposé » se sont donc généralisées. Lorsqu’un marché était passé entre deux partenaires, on a vu apparaître des « groupes de protection privée » dont le but était de participer activement aux négociations d'affaires en garantissant de façon informelle les transactions. Ces fonctions ont été assurées aussi bien par des groupes criminels organisés que par la police d'État ou par des employés de sécurité agissant de façon informelle. En 2000, les observateurs estimaient que la majorité des grosses transactions d'affaires ne pouvaient être conclues qu'avec la participation de partenaires imposés et grâce aux garanties mutuelles qu'ils offraient. En dehors de la sécurité, du contrôle du risque, du recouvrement des dettes et du règlement des conflits, ces intervenants forcés interviennent aussi en qualité de médiateurs entre les entreprises privées et les bureaucraties d'État. Elles permettent aux hommes d’affaires d’obtenir des autorisations, des licences, des recommandations, des exemptions fiscales. De même elles peuvent solliciter les institutions gouvernementales (police, services d'inspection ou contrôle sanitaire) pour causer du tort aux compagnies concurrentes.
Mais les premiers groupes de racketteurs ont été surtout utilisés pour offrir une protection physique contre d'autres organisations criminelles et pour recouvrir les dettes. Les racketteurs soutirent des sommes importantes aux entreprises en leur offrant une protection, le « krysha » (ce qui veut dire en russe « toit » et qui désigne en fait la protection forcée), contre d'autres organisations criminelles. On peut considérer qu’un groupe mafieux « contrôle » une entreprise lorsque, en plus de la protection physique, il y introduit un comptable ou un vérificateur membre de son organisation. À ce niveau, le crime n’est plus considéré comme du racket mais comme du partenariat forcé. Enfin lorsqu'un groupe criminel met un terme par la violence aux problèmes d'une entreprise protégée, il rentre dans le capital de cette entreprise et introduit certains de ses membres dans le conseil de direction. En devenant actionnaire, il diversifie et accroît ainsi ses sources de revenus. Pour l'entreprise cliente, ces paiements constituent des coûts de transaction. De nombreuses petites et moyennes sociétés russes sont sous le contrôle des organisations criminelles, soit parce qu’elles sont l’émanation elles-mêmes de ces groupes, soit en raison d’activités parallèles, ou bien parce qu’elles ont cédé aux menaces et aux intimidations. Il est un fait avéré que le crime organisé en Russie constitue une meilleure garantie de protection et est plus efficace que les organes d'État dans la résolution des difficultés auxquelles sont confrontés quotidiennement les hommes d’affaires russes. D’après une étude de 1996-1997, 11 % des entrepreneurs auraient reconnu avoir usé de la force pour résoudre leurs problèmes. Parmi ces derniers, 42 % étaient déjà expérimentés dans l'usage de ces méthodes et 53 % admettaient verser régulièrement des sommes aux services de protection. Plus d'un tiers d'entre eux avouaient que le niveau de ces paiements était important.
Depuis la mise en place d’un dispositif législatif de protection (la loi fédérale sur « les activités de protection »), les anciens agents et officiers du KGB ont pu légalement entrer sur le marché de la protection privée et des services de surveillance. En 2000, certains spécialistes évaluaient à 20 % les anciens cadres de la sécurité d’État engagés dans le commerce informel de la protection. Cette légalisation du commerce de la protection privée a de ce fait offert de nouvelles occasions de développement aux groupes criminels. Ces derniers ont pu créer leurs propres compagnies en embauchant du personnel de compagnies instituées à l’origine par la police qui leur déléguait alors une partie du travail. Ainsi, ces sept dernières années, ce sont 25 000 sociétés de sécurité qui ont vu le jour, employant environ 600 000 à 800 000 personnes. La Mafia en contrôle approximativement le sixième. Les deux-tiers ne payent pas d'impôts à l'État.

#### Chiffres et exemples des activités criminelles en Russie
| Crimes, délits, voies de fait | Total | Élucidés |
| ----------------------------- | ----- | -------- |
| Meurtres                      | 15    | 8        |
| « Attaques armées »           | 26    | 19       |
| Vols à l'arraché              | 351   | 57       |
| Viols                         | 3     | 2        |
| Cambriolages                  | 173   | 17       |
| Fraudes                       | 109   | 68       |
| Vols de voitures              | 75    | 21       |
| Alcoolisme aggravé            | 4533  | 4533     |
| Disparition de personnes      | 52    | -        |
| Corps retrouvés inanimés      | 118   | -        |

Des directeurs de banque, des hommes d'affaires et même des journalistes d'investigation ont été victimes d'assassinats ou d'enlèvements. En 1993, les huit organisations criminelles qui commandent les«  enfers de Moscou » ont assassiné à elles seules 10 banquiers locaux.  Reprenant la tradition et se donnant eux-mêmes le surnom de « voleurs dans la loi » (vori v zakone), les bandits russes ont assassiné 95 banquiers dans les cinq dernières années. Cette attitude qui cherche à légitimer leurs actions est en fait assez paradoxale quand on voit comment étaient considérés les criminels de sang par les « voleurs dans la loi » durant la période tsariste. Ces assassinats en disent long sur la puissance du crime organisé en Russie, capable de frapper au plus haut niveau en toute impunité. La plupart des grandes affaires criminelles de ces dernières années, comme l'assassinat de la députée Galina Starovoïtova en 1998 et la tentative de meurtre contre Anatoli Tchoubaïs (le patron du monopole russe de l'électricité en 2005...), n'ont jamais été résolues. Il arrive parfois que les exécutants soient jugés mais les commanditaires courent toujours. Les derniers assassinats en date de banquiers eurent lieu le 16 octobre 2005 et le 13 septembre 2006. Alexandre Saveliev, président de deux petites banques fermées par Andreï Kozlov, a été tué par balles avec sa femme, sa fille et sa belle-mère, alors que leur véhicule roulait sur une route des environs de Moscou. La police a attribué le meurtre à l'incapacité du banquier à faire face à ses créances après la fermeture de sa banque. En septembre 2006, Andreï Kozlov, numéro deux de la Banque centrale russe est lui-même victime (son chauffeur aussi), dans un parc de Moscou, d'un assassinat commandité. Il s'agit de la plus haute personnalité assassinée depuis l'arrivée au pouvoir de Vladimir Poutine, en 2000. Démoralisée, sous-payée et parfois corrompue, la police est mal équipée pour combattre une violence galopante et les coups de feu nocturnes incessants. En 1993, les rapports de police de Moscou signalent que ce sont plus de 5 000 meurtres et 20 000 incidents liés à des crimes violents qui ont été comptabilisés dans la capitale. Depuis, les conditions ne se sont toujours pas arrangées, on évalue à 10 000 environ le nombre de personnes décédées des suites de violences par armes à feu, et à 600 celles qui ont été tuées à la suite d'un contrat mis sur leur tête.
La puissance économique de la mafia russe se double d'une réelle influence politique. Des liens étroits uniraient les services secrets (le FSB), la mafia, et plusieurs dizaines de députés de la Douma compromis dans des affaires d'évasion fiscale et de corruption.

### Menace internationale
L'expansion de la « pieuvre russe » hors des frontières est un exemple significatif de la volonté de domination mondiale des groupes criminels organisés. Environ 200 grandes organisations criminelles opèrent dans 50 pays avec des représentants dans chaque ville importante (26 villes rien qu'aux États-Unis). Par exemple, le refuge de la mafia russe aux États-Unis est le quartier de Brighton Beach (surnommé par les Russes « Little Odessa ») dans le district de Brooklyn à New York.
En Europe, les organisations criminelles russes semblent avoir choisi les pays d'Europe centrale (ancienne Allemagne de l'Est, République tchèque, Hongrie, pays baltes) comme base de repli et comme centres privilégiés de blanchiment d'argent. Elles sont également actives à des degrés divers dans tous les grands pays d'Europe occidentale. Depuis ces dernières années, le FBI et les services de sécurité se sont attachés à démanteler la mafia russe mais les résultats restent à relativiser. Beaucoup de mafiosi russes se sont enrichis considérablement en Amérique et ont commencé à imiter la Mafia italienne dans leur style de vie. Il semble ainsi qu'il y ait eu un ramollissement apparent de la Mafia, mais en réalité elle n'a jamais été aussi dangereuse.
Ainsi, moins de cinq ans après l'effondrement de l'URSS, la mafia locale était parvenue à contrôler les trois quarts de l'économie du pays, et dix ans après à s'exporter sur les cinq continents.

#### Sociétés étrangères en Russie
Après la chute du communisme et l'ouverture du pays au libre marché, un nombre inconnu d'hommes d'affaires étrangers, probablement des milliers, arrivèrent en Russie au début des années 1990. Ils débarquèrent de tous les coins du monde dans le but de faire fortune. Beaucoup de ces hommes d'affaires donnèrent à cette période le surnom de « deuxième ruée vers l'or ». Durant cette période, on a pu distinguer deux types d'hommes d'affaires étrangers : les uns heureux et les autres malchanceux. Pour les premiers, il constituèrent des fortunes colossales et retournèrent dans leur pays d'origine avec leur famille, leur argent et surtout vivants. Ces hommes d'affaires étrangers astucieux et opportunistes firent des profits énormes très rapidement et au bon moment, principalement grâce à l'acquisition de produits à prix très bas alors que le rouble était sans valeur. Ils stockèrent un temps ces marchandises afin de spéculer et de les revendre plus cher, notamment en dollars américains, après que la monnaie ait repris de la valeur et que l'économie de marché se soit développée. Beaucoup sont devenus littéralement, du jour au lendemain, millionnaires. Durant cette période, certains profitèrent des taux d'intérêt très élevés payés par les banques russes qui recevaient en dépôt leur argent. Si certaines banques firent faillite et les dépositaires perdirent leurs avoirs, ce réseau d'hommes d'affaires étrangers avait l'habitude et connaissait ce type d'incident. Juste avant que la banque ne fasse faillite, ils transféraient leur argent vers des banques étrangères, le plus souvent vers des comptes secrets et numérotés dans de grandes banques suisses.
D'autres « businessmen » étrangers, plus malchanceux, connurent des situations difficiles et souvent des fins tragiques. Ils étaient menacés, rackettés, enlevés et même exécutés. La Mafia locale, voire les officiers corrompus du gouvernement russe leur volaient leur fortune.
Durant cette période, ces hommes d'affaires étrangers, maîtres de la « nouvelle économie », étaient admirés en Russie. Comparés aux Russes moyens, ils menaient un train de vie élevé notamment dans les grandes villes de Moscou et Saint-Pétersbourg. Ils vivaient en compagnie de femmes somptueuses au milieu du luxe, dans de magnifiques demeures, notamment des villas de campagne, parfois de véritables palais, appelés « datcha ». De même, ils se pavanaient dans les rues et conduisaient des voitures étrangères de prestige. Véritables modèles, ils préparaient la voie aux Russes ambitieux, notamment aux hommes d'affaires locaux qui commençaient à les imiter. Les Russes assimilèrent dans leur langage des anglicismes pour qualifier ces hommes ou ces façons de faire qu'ils admiraient, par exemple « biznesmen » (au pluriel : « Biznesmeni »).
Ainsi, les années 1990 étaient une période sauvage et instable pour la plupart des hommes d'affaires étrangers qui fonctionnaient en Russie. Très vite, des conflits éclatèrent avec les truands russes et beaucoup furent assassinés ou blessés. La mafia russe a vu dans les hommes d'affaires une source de revenu et de profit considérable dans un contexte économique nouveau et difficile. En effet, beaucoup de groupes criminels, en échange d'une certaine somme d'argent, offrirent une protection forcée aux hommes d'affaires. Beaucoup quittèrent la Russie après avoir été victimes de menaces ou d'agressions. Aujourd'hui[Quand ?] la situation n'a pas vraiment évolué.
En Russie, pour faire des affaires, les sociétés étrangères sont généralement rackettées et doivent verser jusqu'à 20 % de leurs bénéfices. Ignorer les menaces de la mafia russe conduit irrémédiablement à la tragédie. Devant la passivité de l’État, les sociétés étrangères sont forcées de payer le « krysha » aux différents groupes mafieux.
De plus en plus de sociétés américaines et occidentales sont donc contraintes d’engager des gardes du corps pour protéger les patrons ainsi que les cadres contre les menaces d'extorsion, les enlèvements et les assassinats sauvages.
Vu les risques encourus, les entreprises occidentales ont aussi logiquement cherché à réaliser des opérations conjointes ou à s'associer avec les nouvelles sociétés de l'ex-Union soviétique.
Il existe des exemples célèbres d'hommes d'affaires étrangers victimes de la mafia russe.
- Paul Tatum (propriétaire américain associé de l'hôtel Radisson-Slavanskaya à Moscou) est tué de onze balles à la tête et au cou (son agresseur savait qu'il portait un gilet pare-balles) lors d'une fusillade spectaculaire dans une station de métro de Moscou en novembre 1996, au motif qu'il avait refusé de payer le « krysha » et tenté d'évincer son associé.

Tatum était entouré par ses gardes du corps quand il fut attaqué, cependant ils ne firent rien pour le protéger et laissèrent l'agresseur s'échapper. Tatum avait quelques semaines auparavant, imprudemment dénoncé dans un journal local son associé tchétchène, Umar Dzhabrailov afin de l'évincer de sa participation dans l'hôtel. Tatum était un multimillionnaire qui entretenait des relations étroites avec l'ex-Président des États-Unis, Bill Clinton, ainsi que beaucoup de hautes personnalités politiques moscovites. Son meurtre n'a pas été résolu.
- Ken Rowe, homme d'affaires canadien, propriétaire de l'entreprise IMP et propriétaire associé avec l'entreprise russe Aeroflot de l'hôtel Aerostar de Moscou, reçut des menaces de la mafia russe, plus exactement de la famille Kirillov, s'il n'acceptait pas de la faire entrer dans son affaire.

Les propriétaires associés avaient loué en 1995 pour une somme symbolique l'hôtel d'une agence gouvernementale : l'Agence fédérale de gestion des biens. Ils y investirent des millions de dollars en rénovations. Au mois d'août 2004, un groupe d'hommes armés appartenant à la mafia investit l'hôtel Aerostar, au centre-ville de Moscou, et expulse les 150 employés présents avant d'en réclamer la propriété pour le compte d'Aviacity, une petite entreprise russe jusque-là inconnue. Ken Rowe, fit appel à la diplomatie, aux tribunaux civils et aux tribunaux criminels russes pour tenter de faire respecter ses droits et ceux de son partenaire russe. Dans sa poursuite, IMP affirma que son entente avec l'agence russe lui garantit le remboursement de son investissement. Il intenta une poursuite de 43 millions $ US contre le gouvernement russe, dans l'espoir de récupérer une partie des fonds qu'elle avait investi dans un hôtel dont elle a été évincée par la force. Le bureau du premier ministre Stephen Harper a envoyé durant l'été 2006 une lettre à Ken Rowe lui indiquant que le président russe Vladimir Poutine avait l'intention de s'intéresser au dossier. Lors d'une entrevue avec La Presse canadienne Ken Rowe déclara d'un ton pessimiste que « Les tribunaux russes sont très corrompus. Si nous n'obtenons pas justice, nous devrons conclure qu'il n'est pas sage de faire des affaires en Russie.» [réf. nécessaire]

#### Dans le monde
Depuis le milieu des années 1990, la mafia russe essaye d'étendre son influence dans toutes les parties du monde, plus spécifiquement sur le continent américain, le plus souvent en faisant du trafic de drogue et du trafic d'armes. Son arrivée a provoqué des conflits violents avec les organisations criminelles déjà en place telles que la mafia italienne, la mafia irlandaise ou bien encore les Yakuzas mais elle a su rapidement s'imposer et a créé des alliances avec ses homologues criminels. Par ailleurs, le marché mondial de la drogue, très attractif financièrement, intéresse de plus en plus le crime organisé russe. Ils ont pénétré en force le marché aux États-Unis notamment grâce au trafic d’héroïne et de cocaïne. D'après les estimations des Nations unies, les bénéfices tirés du marché intérieur sont évalués à environ sept milliards de dollars. C’est ce qui explique pourquoi les Colombiens se sont alliés avec les Russes pour importer de la cocaïne. Alors qu’autrefois le trafic de drogue était en République tchèque, l'affaire des organisations des pays balkaniques, aujourd’hui[Quand ?], c'est la mafia russe qui contrôle ce marché. Les groupes criminels russes ont reconnu dans la pervitine (une drogue typiquement tchèque fabriquée à partir de divers médicaments), l’intérêt d’un stupéfiant lucratif. C’est pourquoi ils ont mis la main sur les réseaux de fabrication et de distribution. La mafia russe a regroupé par la force et de façon brutale les fabricants de pervitine en République tchèque afin de les obliger à produire de la drogue de bonne qualité, destinée à l'exportation vers les pays développés, vers l'Allemagne principalement. De même, ils ont délocalisé leurs sites de production des grandes villes vers des lieux isolés ou des communes de moindre importance. La guerre en Afghanistan a provoqué une crise dans la production d’héroïne. La pervitine est ainsi devenue une drogue de substitution et très recherchée sur le marché occidental. La mafia russe a également des liens actifs avec les réseaux africains.
Dans le cadre des exportations de pétrole, des fraudes aux taxes sur les carburants ont été mises en place en Californie et à New York. Les organisations criminelles russes sont parvenues à détourner à leur profit des sommes colossales qui auraient dû en réalité revenir à l'État et estimées à environ 5 milliards de dollars par an. De nombreux et complexes montages financiers ont été élaborés afin de faire ces bénéfices. Le plus en vogue consiste à créer une série de sociétés fictives qui se revendent entre elles le carburant. Au moment de déterminer celui qui devait payer la taxe, il était impossible de reconnaître le débiteur. Le niveau élaboré de ces fraudes a forcé l’État américain à mettre en place un dispositif législatif destiné à faire payer la taxe le plus en amont possible.
Le trafic d'armes est aussi une source importante de revenus. L'effondrement du régime soviétique et l'absence de contrôle de l’État dans de nombreux domaines ont donné la possibilité aux militaires peu scrupuleux ou dans le besoin de vendre les stocks de l’Armée rouge. Ainsi s’est retrouvé sur le marché mondial de l’armement, du matériel militaire conventionnel, nucléaire et même spatial (AK-47, chars, hélicoptères, missiles téléguidés, plutonium pour armes nucléaires et de l'armement conventionnel) racheté par les organisations criminelles russes. Elles en auraient possédé le quasi-monopole. Souvent, ce sont les pays les plus pauvres et les plus instables politiquement (dictatures, seigneurs de guerre), situés dans les zones les plus conflictuelles de la planète, qui ont fait l’acquisition de ces armements.
La mafia est aussi particulièrement active dans le proxénétisme et la prostitution. Pour la plupart les jeunes femmes arrivent dans la clandestinité grâce à des réseaux bien organisés. On les retrouve contraintes et forcées de vendre leurs corps dans les grandes villes occidentales. Continuellement surveillées par un proxénète, elles doivent remettre la quasi-totalité de l'argent tiré de leurs « passes ». Afin d'éviter qu'elles ne s'échappent et qu'elles ne livrent des informations à la police, ces jeunes femmes dont l'âge moyen se situe autour de 17 ans, sont régulièrement menacées (on les menace de tuer les membres de leur famille dans leur pays d'origine). Elles ont été et sont violées, violentées et destituées de leurs passeports. Plus d’un demi-million de prostituées opéreraient en Europe occidentale sous le contrôle de proxénètes russes. Elles rapporteraient 100 millions de dollars chaque jour.
Certains pensent ainsi que la mafia russe est aussi au cœur d'un vaste trafic de passagers clandestins qui souhaitent gagner l'Europe de l'Ouest, plus spécialement la Grande-Bretagne ; aucune preuve n'a pu confirmer ces soupçons.
Les fraudes touchent également les opérateurs de services de télécommunications. Des spécialistes du piratage informatique appartenant à la mafia ou bien sollicités (parfois malgré eux) entrent dans leur système informatique et téléchargent des informations confidentielles (tels que des secrets de fabrication, des bases de données de clients, des informations sur des cartes de crédit). Ensuite, ces gangs d'un nouveau genre procèdent à du cyber-racket ou vendent des secrets de fabrication d'une société à ses concurrents directs. Ils peuvent exiger de l'argent pour « patcher » le système contre les autres pirates informatiques. De même, c'est plus de 1 million de numéros de cartes de crédit qui ont été volés par les « cyber-criminels » russes. La police russe a arrêté un gang de présumés pirates informatiques dirigé par un homme de 63 ans. Le chef de l'unité criminalité informatique de la police de Moscou a révélé que ces pirates informatiques ont utilisé un cybercafé moscovite pour subtiliser environ 300 numéros de cartes de crédit d’habitants de pays occidentaux. De même, un cybervoleur russe connu sous le nom de Maxus a volé des numéros de cartes de crédit de « l'Univers du CD » (un détaillant du Web) en exigeant en contrepartie une rançon de 100 000 dollars. Quand il se la vit refuser, il diffusa 25 000 de ces numéros sur un site internet. Maxus n'a jamais été retrouvé. La législation russe a mis en place un dispositif législatif rendant illégal le piratage des systèmes informatiques. Le gouvernement condamne les « cyber-bandits » à des amendes et des peines de prison pouvant aller jusqu'à 10 ans. Elle a établi un département spécial du crime technologique mais peu d'affaires sont instruites.

### Relations avec la mafia corse
Les malfaiteurs réputés appartenir à la mouvance de la « Brise de Mer » ou, d'une manière plus générale, au milieu criminel corse ont été mis en observation au fichier des personnes recherchées (F.P.R.) pour contrer leurs déplacements. C'est ainsi que la police aux frontières portait à la connaissance de la direction centrale de la police judiciaire divers mouvements vers la Russie.
Le 16 janvier 1997, Jean Angelo Guazzelli, né le 28 mai 1953 à Santa Reparata di Moriani, Dominique Chiappalone, né le 24 mai 1954 à Bastia et Jean-Jacques Voillemier né le 12 novembre 1960 à Bastia, étaient contrôlés à leur sortie de France alors qu'ils étaient en transit à Genève (Suisse) et s'apprêtaient à prendre un vol à destination de Kemerovo (Russie) via Moscou. Ils étaient accompagnés de deux personnes non identifiées, L.Casanova et J. Megank (ressortissant belge domicilié à Monte-Carlo, principauté de Monaco).
Par l'intermédiaire de l'O.I.P.C. Interpol, il était permis d'apprendre que ces cinq personnes avaient quitté l'aéroport de Moscou-Vnoukovo le 16 janvier 1997 à destination de Kemerovo où ils étaient arrivés le lendemain et qu'en raison d'une anomalie concernant le visa de séjour en fédération de Russie des ressortissants russes nommés Bakalov, Vladimir Slabkin et Stanislav Kostin pour engager des pourparlers ayant pour but l'ouverture d'un casino. À l'occasion de ce contrôle, L. Casanova et J. Megank étaient identifiés.
Enfin une sixième personne répondant au nom de Francis Mariani né le 28 janvier 1949 à Bastia, également réputé appartenir à la mouvance de la « Brise de Mer », devait faire partie de la délégation des invités.
Leurs hôtes, dont les deux derniers avaient fait plusieurs déplacements entre Nice (Alpes-Maritimes) et Moscou en 1996, étaient identifiés comme étant Guennadie Bakalov demeurant à Kemerovo (Russie), Stanislas Kostine demeurant à Moscou et Kemerovo et Vladimir Slabskin demeurant à Kemerovo.
Ce dernier qui se présentait comme vice-président de la « banque de transport Kouzbass », avait été l'objet de poursuites judiciaires initiées par les autorités de Kemerovo soupçonnant les animateurs de cette banque « d'usage abusif de l'argent de l'État » et de malversations financières. Un second déplacement de membres de la mouvance de la « Brise de Mer », à destination de Novossibirsk (Russie) était constaté le 29 avril 1997.
En faisaient partie Michel Chiappalone, Jean-Jacques Voillemier et Jan Meganck, lesquels étaient accompagnés de Olivier Cecini, Réginald Léger et Jacques Nahmany.
Il est à noter qu'Olivier Cecini avait été contrôlé en décembre 1997 à son retour de Moscou, en possession d'une somme de 48 000 F provenant de « gains aux jeux ».
Le 13 juillet 1999, les autorités russes confirmaient que plusieurs sociétés dont le casino « Las Vegas » à Kemerovo (Russie) fonctionnaient avec le soutien financier de la « Kuzbassky transporty bank » et employaient trois ressortissants français : le directeur Olivier Cecini, un dépanneur de jeux Jacques Nahnmany ainsi que le caissier un certain Loran Martines.

## Composition nationale et ethnique
La mafia russe ne se limite pas uniquement au peuple russe, mais comprend une multitude de nationalités issues de l'ex-Union soviétique. Aussi, par extension on englobe aussi les pays devenus indépendants mais qui appartenaient à l'ex-URSS. Il existe ainsi en Russie plusieurs types de mafia constituées en particulier de Juifs et de Tchétchènes.

### Tchétchènes
Les Tchétchènes composent (par rapport à la taille de leur population) une quantité disproportionnée et importante[réf. nécessaire] par rapport au nombre total de membres de la mafia à l'intérieur de la Russie (la plupart du temps on les trouve dans de grandes villes comme Moscou et Saint-Pétersbourg) et (plus discutable) de la Biélorussie. Cependant, ils sont beaucoup moins présents dans d'autres pays tels que les États-Unis et Israël.

### Juifs russes
Les Juifs russes sont également présents dans l'organisation criminelle russe. Néanmoins, le sujet est complexe pour plusieurs raisons. En premier lieu, les Juifs sont autant présents hors des frontières qu'à l'intérieur de la Russie car l'URSS leur accordait plus facilement le droit d'émigrer en raison de leur statut de réfugiés politiques. En second lieu, malgré la loi israélienne empêchant à tout immigré (indépendamment de la religion) ayant eu des implications criminelles de recevoir la citoyenneté, les bandits juifs russes arrivaient par de multiples moyens à contourner ce règlement et à bénéficier de la citoyenneté israélienne. De plus, beaucoup de truands non-juifs prétendaient de façon frauduleuse avoir une ascendance juive afin de quitter l'URSS pour gagner Israël (où la mafia russe avait établi une grande base de fonctionnement) et y circuler facilement.
Réciproquement, quelques juifs dans la mafia cachent activement ou ne reconnaissent pas leur origine juive pour différentes raisons. En conséquence, quelques membres de la mafia russe ont partiellement une ascendance juive, qu'ils le reconnaissent ou non. En raison de ces facteurs, il est difficile d'évaluer le nombre de juifs dans la mafia russe. S'ils ne dominent nullement en nombre, ils constituent un effectif significatif au sein de la population totale. Voir aussi : Mafia juive

### Autres
La mafia russe comprend également une multitude d'autres nationalités telles que des Kurdes, des Ukrainiens, des Biélorusses, des Arméniens, des Moldaves, des Kazakhs, des Ouzbeks, un grand nombre de Géorgiens, des Daghestanais, des Azéris… De plus, des pays tels que l'Arménie, la Géorgie, l'Ukraine, l'Estonie, la Lituanie, la Biélorussie, la Pologne et la Moldavie possèdent leurs propres organisations criminelles, ces dernières entretenant des liens étroits avec la mafia russe.

## Personnalités célèbres
- Semion Mogilevich (marchand d'armes, blanchisseur d'argent)
- Viktor Bout (Commandant du KGB converti en marchand d'armes)

## Dans la culture populaire

### Filmographie
- Little Odessa (1994)
- GoldenEye (1995)
- Le Saint (1997)
- Le Chacal (1997)
- Le Pacificateur (1997)
- Les Joueurs (Rounders)  (1998)
- Boondock Saints  (1999)
- Big Shots (2001)
- Training Day (2001)
- Brigada (2001)
- La 25e Heure  (2002)
- Un nouveau Russe (2002)
- Bad Boys 2 (2003)
- Molotov Samba (2005)
- La nuit nous appartient (2007)
- Les Promesses de l'ombre (2007)
- Arrow (2012)
- Braquo, saison 3 (2013)
- Equalizer (2014)
- John Wick (2014)

### Jeu vidéo
- Hotline Miami (2012)
- Hotline Miami 2 (2015)

### Musique
- Chanson russe, style musical comprenant des chansons romantiques et des chansons criminelles (Blatnaya Pesnya) basées sur des thématiques du monde criminel